# Maniittuarjuk Island
Maniittuarjuk Island är en ö i Kanada.   Den ligger i territoriet Nunavut, i den nordöstra delen av landet, 2 700 km norr om huvudstaden Ottawa. Arean är 5,3 kvadratkilometer.
Terrängen på Maniittuarjuk Island är platt. Öns högsta punkt är 109 meter över havet. Den sträcker sig 4,4 kilometer i nord-sydlig riktning, och 2,2 kilometer i öst-västlig riktning.
Trakten runt Maniittuarjuk Island är nära nog obefolkad, med mindre än två invånare per kvadratkilometer.